# آپارتاید جنسیتی
آپارتاید جنسیتی (همچنین آپارتاید جنسی یا آپارتاید جنس) تبعیض جنسیتی اقتصادی و اجتماعی علیه افراد به علت جنسیت یا جنس آنان است. این سیستمی است که با استفاده از شیوه‌های فیزیکی یا قانونی، برای تنزل افراد به جایگاه‌های پایین‌تر اجرا می‌شود. دانشور فمینیست، فیلیس چسلر، استاد روان‌شناسی و مطالعات زنان، این پدیده را این‌گونه شرح می‌دهد: «روش‌هایی که دختران و زنان را به وجودی فرعی و جداگانه محکوم می‌کند و پسران و مردان را به نگهبانان همیشگی عفت خویشاوندان زن خود تبدیل می‌کند». موارد آپارتاید جنسیتی نه تنها به ناتوانی اجتماعی و اقتصادی افراد منجر می‌شود، بلکه می‌تواند به آسیب فیزیکی شدید نیز منجر شود.